# Herb powiatu piotrkowskiego
Herb powiatu piotrkowskiego – jeden z symboli powiatu piotrkowskiego, ustanowiony 30 czerwca 1999.

## Wygląd i symbolika
Herb przedstawia na tarczy w polu czerwonym białego orła ze złotym dziobem i koroną (nawiązanie do herbu Piotrkowa Trybunalskiego). W centralnej części orła umieszczono zieloną tarczę herbową ze złotym kłosem zboża.